# Hana Gregorová
Hana Gregorová, född 1885, död 1958, var en slovakisk feminist.
Hon har beskrivs som Slovakiens första feminist. Hennes novell Zeny, som publicerades 1912, har kallats för genombrottet för den moderna feminismen i Slovakien, som strax därefter inkluderades i den slovakiska självständighetsrörelsen.